# Salaheddine Bassir
Salaheddine Bassir (àrab: صلاح الدين بصير, Salāḥ ad-Dīn Baṣīr) (Casablanca, 5 de setembre de 1972) és un exfutbolista marroquí, que jugava com a davanter.
Va militar al Raja de la seua ciutat natal, a l'Al Hilal saudita, així com al Deportivo de La Corunya, amb qui va guanyar la lliga espanyola de l'any 2000. Posteriorment va militar en equips de França, Grècia i novament el Raja Casablanca.
Va ser 50 vegades internacional amb el Marroc i va marcar 25 gols. Va formar part del combinat del seu país que va participar en el Mundial de 1998.